# Гречи (Дамбовица)
Гречи (рум. Greci) насеље је у Румунији у округу Дамбовица у општини Петрешти. Oпштина се налази на надморској висини од 178 m.

## Становништво
Према подацима из 2002. године у насељу је живело 1147 становника, од којих су сви румунске националности.